# Dasytrogus makarovi
Dasytrogus makarovi är en skalbaggsart som beskrevs av Gusakov 2004. Dasytrogus makarovi ingår i släktet Dasytrogus och familjen Melolonthidae. Inga underarter finns listade i Catalogue of Life.